# Praça da União (Bucareste)
A Praça da União (em romeno: Piața Unirii) é uma das maiores praças do centro de Bucareste, a capital da Roménia. Situa-se no local onde os setore 1, 2, 3 e 4 da cidade se encontram e é atravessada pelo Bulevar da União (Bulevardul Unirii), construído durante a era comunista como Bulevar da Vitória do Socialismo e rebatizada depois da revolução de 1989.
No centro da praça há um jardim e uma fonte monumental rodeada por uma grande lago. Na altura do Natal é montada na praça uma grande árvore de Natal. A praça é um importante centro de de transportes, onde se cruzam várias linhas de autocarros urbanos e onde se situa a estação de metropolitano Piața Unirii e um terminal de elétricos no canto sudoeste. No lado oriental há uma grande praça de táxis, o centro comercial Unirea e os grandes armazéns comerciais Cocor. No lado norte, perto da esquina nordeste, encontra-se o Hanul lui Manuc (Estalagem Manuc), um antigo caravançarai fundado em 1808 e o hotel mais antigo de Bucareste, que atualmente é um restaurante.

## História
No passado a Piața Unirii era o local do único grande mercado de Bucareste e ali se realizava uma feira de gado anual. Durante o reinado de Alexandre João Cuza (r. 1859–1873) foi contratado o francês Alfred Godillot para construir um pavilhão para a venda de carne, inspirado num mercado de Paris. O edifício, concluído em 1872 e na época era a maior e mais moderna construção da cidade, com 2 700 m². Nas décadas seguintes foram construídos pavilhões para a venda de peixe, fruta, aves e hortaliças. O complexo de edifícios, conhecido por "mercados centrais" (Halele Centrale) existiu até meados da década de 1930, quando o rei Carlos II decidiu modernizar a área. Os edifícios do mercado foram então demolidos, à exceção do mercado da carne, que só foi demolido nos anos 1980 por ordem do ditador Nicolae Ceaușescu.